# Liste der Kulturdenkmäler in Frankfurt-Fechenheim
In der Liste der Kulturdenkmäler in Frankfurt-Fechenheim sind alle Kulturdenkmäler im Sinne des Hessischen Denkmalschutzgesetzes in Frankfurt-Fechenheim, einem Stadtteil von Frankfurt am Main aufgelistet.
Grundlage ist der Frankfurt-Band der Denkmaltopographie Bundesrepublik Deutschland aus dem Jahre 1994, der zuletzt 2000 durch einen Nachtragsband ergänzt wurde. Zusätzlich wird auf die 2008 erschienene Ausgabe des Dehio-Handbuchs für den Regierungsbezirk Darmstadt zurückgegriffen, sofern dort aktuellere oder zusätzliche Informationen vorhanden sind. In der Denkmaltopographie Bundesrepublik Deutschland überwiegend abgekürzte Namen von Architekten, Baumeistern und Künstlern sind (soweit möglich) nach der unter dem Abschnitt Werke zu Architekten und Künstlern genannten Literatur aufgelöst. Neben den genannten Kulturdenkmälern stehen eine Reihe von Gräbern und das Ehrenmal auf dem Friedhof unter Denkmalschutz. Für diese siehe Friedhof Fechenheim.